# خراج (اسلام)
خراج در دین اسلام نوعی از مالیات به شمار می‌رود که بر زمین و همچنین سالانه به مقدار معینی از محصولات کشاورزی یا مقداری از اموال مسلمانان شامل می‌شود، به این مقدار خراج گفته می‌شود.
خِراج مالیاتی است که بر زمین‌هایی که مسلمانان با جنگ تصرف کرده‌اند گرفته می‌شد. امام یا خلیفه خراج معینی که در هر سال گرفته می‌شد بر آن زمین‌ها وضع می‌کرد، مبلغ خراج تا پرداخت نشده است به عهدهٔ ارباب زمین‌های تصرف شده باقی می‌ماند، فرقی نمی‌کرد که آن‌ها مسلمان یا اهل ذمَّه باشند، اگر خودشان یا اربابشان مسلمان می‌شدند خراج از عهدهٔ آن‌ها برداشته نمی‌شد بلکه افزون بر خراج زکات نیز باید پرداخت کنند به این ترتیب که هیچ‌کدامشان مانع پرداخت دیگری نمی‌شود، که در این مسئله تمامی دانشمندان مسلمان اتفاق نظر دارند. عمر بن خطاب، نخستین بار در زمان تصرف عراق خراج را وضع کرد. عراق بین تصرف‌کنندگانش تقسیم نشد و بر آن سرزمین خراج وضع شد. در مابقی کشورگشایی‌ها (فتح شام، مصر و …) در زمان خلفای راشدین، همین رویه دنبال شد. در آن زمان دو نظام برای جمع‌آوری خراج بود: نظام مُقاسمه و نظام التزام، خلفای راشدین کارگزارانی بر آن‌ها می‌گماشتند که از فرماندار و فرماندهان نظامی کاملاً مستقل بودند. همچنین هر کس که مسئولیت کارگزاری جمع‌آوری خراج را به عهده می‌گرفت باید دارای شرایطی معینی باشد، همچون صاحب‌نظران او را به عنوان مشاور انتخاب کنند و در میان مردم به پاک‌دامنی و ترس از خدا مشهور شده و هم فقیه و عالم باشد. اما نصبت خراج برابر با ۲۰ دینار طلا بود.